# Inline-Speedskating-Weltmeisterschaften 2017
Die Inline-Speedskating-Weltmeisterschaften 2017 fanden vom 3. bis 10. September 2017 im chinesischen Nanjing statt. Die Wettbewerbe wurden im Rahmen der ersten World Roller Games ausgetragen.

## Frauen
| Distanz              | Gold                   | Silber                                                  | Bronze                 |
| Bahn                 | Bahn                   | Bahn                                                    | Bahn                   |
| -------------------- | ---------------------- | ------------------------------------------------------- | ---------------------- |
| 300 m Einzelsprint   | Andrea Canon           | Ying-Chu Chen                                           | Yi Seul An             |
| 500 m Sprint         | Anhlly Perez           | Yi Seul An                                              | Laethisia Schimek      |
| 1000 m Sprint        | Luz Garzón             | Francesca Lollobrigida                                  | Sandrine Tas           |
| 10000 m Punkte-Auss. | Francesca Lollobrigida | Fabriana Arias                                          | Sandrine Tas           |
| 15000 m Ausscheidung | Luz Garzón             | Francesca Lollobrigida                                  | Johana Viveros         |
| 3000 m Staffel       | Kolumbien              | Südkorea                                                | Deutschland            |
| Straße               |                        |                                                         |                        |
| 100 m Einzelsprint   | Yesenia Escobar        | Andrea Canon                                            | Ying-Chu Chen          |
| 1 Runde              | Yesenia Escobar        | Anhlly Perez                                            | Laethisia Schimek      |
| 10000 m Punkte       | Francesca Lollobrigida | Ho-Chen Yang                                            | Johana Viveros         |
| 20000 m Ausscheidung | Fabriana Arias         | Sandrine Tas                                            | Francesca Lollobrigida |
| 5000 m Staffel       | Italien                | DeutschlandLaethisia Schimek Mareike Thum Jenny Peißker | Kolumbien              |
| Langstrecke          |                        |                                                         |                        |
| 42195 m Marathon     | Johana Viveros         | Luz Garzón                                              | Sandrine Tas           |

## Männer
| Distanz              | Gold             | Silber                                                 | Bronze                         |
| Bahn                 | Bahn             | Bahn                                                   | Bahn                           |
| -------------------- | ---------------- | ------------------------------------------------------ | ------------------------------ |
| 300 m Einzelsprint   | Simon Albrecht   | Ioseba Fernandez                                       | Gwendal Le Pivert              |
| 500 m Sprint         | Lucas Silva      | Andres Munoz                                           | Seung-Gi Hong                  |
| 1000 m Sprint        | Jhoan Guzman     | Andres Munoz                                           | Alvaro Carrasquilla            |
| 10000 m Punkte-Auss. | Patxi Peula      | Alexis Contin                                          | Jorge David Bolaños Villacorte |
| 15000 m Ausscheidung | Alex Cujavante   | Alexis Contin                                          | Manuel Saavedra                |
| 3000 m Staffel       | Kolumbien        | Argentinien                                            | Italien                        |
| Straße               |                  |                                                        |                                |
| 100 m Einzelsprint   | Ioseba Fernandez | Jorge Luis Martinez                                    | Jin-Young Kim                  |
| 1 Runde              | Edwin Estrada    | Ioseba Fernandez                                       | Andres Munoz                   |
| 10000 m Punkte       | Felix Rijhnen    | Patxi Peula                                            | Daniel Niero                   |
| 20000 m Ausscheidung | Nolan Beddiaf    | Manuel Saavedra                                        | Daniel Niero                   |
| 5000 m Staffel       | Kolumbien        | DeutschlandSimon Albrecht Thimo Kießlich Felix Rijhnen | Italien                        |
| Langstrecke          |                  |                                                        |                                |
| 42195 m Marathon     | Nolan Beddiaf    | Andres Jimenez                                         | Patxi Peula                    |

## Medaillenspiegel
| Platz | Land              | Gold | Silber | Bronze | Gesamt |
| ----- | ----------------- | ---- | ------ | ------ | ------ |
| 1.    | Kolumbien         | 13   | 8      | 6      | 27     |
| 2.    | Italien           | 3    | 2      | 5      | 10     |
| 3.    | Spanien           | 2    | 3      | 1      | 6      |
| 4.    | Deutschland       | 2    | 2      | 3      | 7      |
| 5.    | Frankreich        | 2    | 2      | 1      | 5      |
| 6.    | Chile             | 1    | 0      | 1      | 2      |
| 6.    | Venezuela         | 1    | 0      | 0      | 1      |
| 8.    | Südkorea          | 0    | 2      | 3      | 5      |
| 9.    | Chinesisch Taipeh | 0    | 2      | 1      | 3      |
| 10.   | Belgien           | 0    | 1      | 3      | 4      |
| 11.   | Argentinien       | 0    | 1      | 0      | 1      |
| 11.   | Mexiko            | 0    | 1      | 0      | 1      |
| 13.   | Ecuador           | 0    | 0      | 1      | 1      |